# Libri della Scala
I Libri della Scala sono stati una serie di libri escatologici, dovuti alla penna  di diversi scrittori musulmani. Essi narravano la mirabolante ascesa (il termine "scala" indica per l'appunto una "scalata" al Cielo) che avrebbe portato il profeta islamico Maometto (Muhammad), su su fino all'Ottavo Cielo, fino a giungere al cospetto ravvicinatissimo di Allah. Tale evento viene descritto sommariamente nel Corano, col "viaggio notturno" (isrāʾ) del profeta Muhammad che lo avrebbe portato dal "Tempio sacro" della Mecca al "Tempio ultimo", identificato poi in Gerusalemme, e con la sua successiva salita (miʿrāj) al Settimo Cielo, fino a giungere col volere divino a "due archi" (qawsāni) appena di distanza dal Suo Volto. Muhammad scende poi all'Inferno (catabasi).. 
Scritti per lo più in lingua araba, vennero tradotti in latino e poi in lingua francese nel XIII secolo.

## Storia del testo
Entrata presto a far parte della letteratura popolare d'ispirazione religiosa, benché ricca di elementi  mitici, tra il 1264 e il 1277 re Alfonso X di Castiglia dette disposizioni affinché si approntasse una traduzione in volgare castigliano di una delle versioni in lingua araba di un Kitāb al-miʿrāj (كتاب المعراج) che circolavano in al-Andalus e ne affidò l'incarico a un sapiente medico ebreo, di nome Abraham Alfaquím (al-ḥakīm, ossia "il medico").

Da essa (non giunta fino a noi) il notaio Bonaventura da Siena ricavò, in Castiglia, dove era probabilmente giunto esule, una versione in lingua latina (Liber Scalae Machometi) e una in volgare francese, ricordata come Livre de l'Eschièle Mahomet, conservatesi in un manoscritto membranaceo ospitato nella Biblioteca Bodleiana dell'Università di Oxford (Laudensis Misc. 537), della fine del XIII secolo ma anche in un codice cartaceo del XIV secolo conservato a Parigi (BnF, lat. 6064) e in un terzo manoscritto, sempre del XIV secolo, tradotto dal Bretone Herveus Keynhouarn, presente nella Biblioteca apostolica vaticana (nel Codice Vaticano Latino 4072, che comprende anche la «Collezione Toledana» dei testi fatti tradurre da Pietro il Venerabile, abate di Cluny), oggetto nel 1949 di un acuto studio storico e linguistico da parte di Enrico Cerulli, che - partendo da uno studio di Ugo Monneret de Villard del 1944 - offrì all'attenzione del mondo internazionale degli studiosi una versione castigliana di San Pedro Pascual (1229-1301), presente in un codice dell'Escurial di Madrid (h II 25) e risalente al XVI secolo.

## La questione delle fonti islamiche della Commedia dantesca
Bonaventura da Siena - secondo un'ipotesi di Cerulli, giudicata verosimile dalla quasi totalità degli studiosi - potrebbe essere stato l'anello di congiunzione tra i libri della Scala scritti in latino e in volgare francese e Dante Alighieri nella sua ispirazione puramente "topografica" dei luoghi infernali e nella sua "legge del contrappasso", pur restando del tutto originale l'afflato poetico e mistico cristiano del poeta fiorentino.

Era d'altronde stata questa l'ipotesi che, decenni prima, aveva esposto il sacerdote studioso spagnolo Miguel Asín Palacios nel suo La escatología musulmana en la «La Divina Comedia» tanto da suscitare acutissime e talora addirittura violente polemiche tra i dantisti più convinti della totale originalità del capolavoro dantesco e chi riteneva invece più che credibile, addirittura probabile, un'ispirazione islamica della Divina Commedia da parte di un fine e curioso intellettuale qual era Dante.

## Il contenuto delmiʿrājdi Muhammad
Secondo una delle più antiche versioni riportata dal grande tradizionista Bukhari, Muhammad fu scortato da Gibrīl, mentre era trasportato sulla sua groppa da Burāq, percorrendo quindi in successione sette Cieli, fino a giungere al miracoloso cospetto di Allah.
I Cieli da lui osservati secondo la tradizione islamica come trasmessa dalla traduzione castigliana dell'opera, sono tutti presidiati da un profeta:
1. Nel primo Cielo (simbolizzato dall'elemento alchemico del ferro si incontra Gesù).
2. Nel secondo Cielo (distante 15.000 anni di viaggio e simbolizzato dall'elemento alchemico del rame) si incontra Idrīs.
3. Nel terzo Cielo (simbolizzato dall'elemento alchemico dell'argento) si incontra Ibrāhīm.
4. Nel quarto Cielo (simbolizzato dall'elemento alchemico dell'oro) s'incontra Mūsā.
5. Nel quinto Cielo (simbolizzato dall'elemento alchemico della perla) s'incontra Adamo.
6. Il sesto Cielo è simbolizzato dall'elemento alchemico dello smeraldo.
7. Il settimo Cielo è simbolizzato dall'elemento alchemico del rubino.

(E. Cerulli, Il "Libro della Scala"..., pp. 274–281)